# Medpilot
Medpilot (eigene Schreibweise auch: MEDPILOT) war eine virtuelle Fachbibliothek, die Fachinformationen im Internet auf dem Gebiet der Medizin und angrenzender Wissenschaften unter einer einheitlichen Oberfläche zur Recherche bereitstellt. Das Angebot wurde von der Deutschen Zentralbibliothek für Medizin (ZB MED) in Kooperation mit dem Deutschen Institut für Medizinische Dokumentation und Information betrieben. Es wird von der Deutschen Forschungsgemeinschaft (DFG) sowie im Rahmen des Paktes für Forschung und Innovation vom Bundesministerium für Bildung und Forschung (BMBF) gefördert. Nach einer Vorbereitungsphase seit dem August 2001 und der offiziellen Freischaltung am 6. Februar 2003 wurde der Standardbetrieb im August 2003 aufgenommen. Das Portal ist mittlerweile in Livivo aufgegangen.

## Funktion
Medpilot ergänzte das Schwesterprojekt Greenpilot, das die Fächer Ernährung, Umwelt und Agrarwissenschaften abdeckte.
Suchanfragen wurden automatisch übersetzt. Die Suche erfolgte sprachübergreifend in sieben Sprachen. Synonyme, Abkürzungen, Komposita sowie Laien- und Expertenvokabular wurden erkannt. Tippfehler wurden korrigiert und verwandte Fachbegriffe zur Verfeinerung der Suche angeboten.

## Technische Basis
Medpilot nutzte zwei verschiedenen Recherche-Techniken:
- Die Recherche im „Suchraum Medizin“ beruhte auf einer Suchtechnologie des Unternehmens Averbis, die auf computerlinguistischen Prinzipien basierte. Auf Medizin zugeschnittene Methoden der automatischen Sprachverarbeitung reicherten die medizinischen Texte mit linguistischen und semantischen Informationen an, welche später gezielt abgefragt werden konnten. Die Suchtechnologie bot ein breites Spektrum von Filter- und Sortiermöglichkeiten, die auf die Gebiete Medizin und Lebenswissenschaften spezialisiert waren.
- Die Metasuche ermöglichte die Recherche in den Datenbanken, die nicht im Index enthalten waren. Sie basierte auf den individuellen Rückmeldungen der einzelnen Datenbanken.

## Inhalte
Medpilot führte unter einer einheitlichen Rechercheoberfläche verschiedene Datenbanken und Bestandskataloge zusammen. Das Portal bot insbesondere die vollständige PubMed-Recherche sowie eine breite Auswahl deutschsprachiger Medizinliteratur. Außerdem konnten 38 Fachdatenbanken abgefragt werden. Die semantische Suche im „Suchraum Medizin“ durchsuchte neben MEDLINE auch die OPACs der ZB MED zu den Themengebieten Medizin/Gesundheit sowie Ernährung/Umwelt/Agrar. Die Metasuche ermöglichte die gleichzeitige Suche in mehreren fachübergreifenden Datenbanken (insbesondere AWMF-Leitlinien, Deutsches Ärzteblatt, Hogrefe Verlag, S. Karger Verlag, Thieme Verlagsgruppe) sowie in mehreren Spezialdatenbanken. Außerdem wurden die Bestandskataloge der Deutschen Zentralbibliothek für Wirtschaftswissenschaften (ZBW), der Technischen Informationsbibliothek (IB) und die Elektronische Zeitschriftenbibliothek (EZB) abgefragt. Daneben standen eine Reihe von kostenpflichtigen Datenbanken zur Verfügung.
Es standen eine einfache und eine erweiterte Suche zur Verfügung. Nachgewiesene Medien konnten über den Dokumentlieferdienst der ZB MED bestellt werden.
Mit einer kostenlosen Registrierung konnte die Bedienung personalisiert werden (My Medpilot). Auf diese Weise stand eine Übersicht über eigene Dokumentbestellungen und die elektronische Verwaltung von Kundendaten zur Verfügung.